# Coelogyne ghatakii
Coelogyne ghatakii är en orkidéart som beskrevs av T.K.Paul, S.K.Basu och M.C.Biswas. Coelogyne ghatakii ingår i släktet Coelogyne, och familjen orkidéer. Inga underarter finns listade i Catalogue of Life.